# Vice-président de la république du Chili
Le poste de vice-président du Chili était un poste politique du gouvernement chilien, ayant existé de 1826 à 1833. Il avait pour fonction de succéder par intérim au président de la République en cas d'empêchement temporaire ou définitif.

## Historique
En 1826, est créé en même que le poste de président, celui de vice-président, au cas où le président ne serait en mesure de gouverner. À l'élection présidentielle chilienne de 1826 (es), le premier vice-président est élu : Agustín Eyzaguirre. À l'élection de l'année suivante (es), c'est Francisco Antonio Pinto qui obtient le poste. 
Lors de la ratification de la Constitution du Chili de 1828 (es), il est énoncé que le vice-président prendra le poste en cas d'incapacité morale du président à gouverner ou en cas de décès. Dans ce cas, il assure l'intérim en gardant son titre de vice-président. À l'élection présidentielle chilienne de 1829 (es), José Joaquín Vicuña est nommé au poste de vice-président, ce qui a grandement contribué au déclenchement de la guerre civile chilienne de 1829-1830 (es). Lors de la signature de la Constitution du Chili de 1833 (es), le poste est supprimé. 
Après cela, celui qui est devenu responsable de prendre le pouvoir en cas d'incapacité du président est devenu le ministre de l'Intérieur et de la Sécurité publique (en), mais le terme est encore utilisé dans la politique nationale pour désigner le remplaçant au président.
Dans la Constitution de 1833, le titre est accordé au ministre de l'Intérieur, lorsque celui-ci assure un intérim temporaire ou définitif du président de la République. En cas d'intérim définitif, il doit convoquer un nouveau scrutin. Si celui-ci est dans l'incapacité d'exercer l'intérim, la tâche revient au ministre suivant dans l'ordre protocolaire, jusqu'au dernier, puis au membre le plus ancien du Conseil d'État.
Dans la Constitution de 1925, le titre est accordé au premier ministre dans l'ordre protocolaire, lorsque celui-ci assure un intérim temporaire ou définitif du président de la République. En cas d'intérim définitif, il doit convoquer un nouveau scrutin. Si celui-ci est dans l'incapacité d'exercer l'intérim, la tâche revient au ministre suivant dans l'ordre protocolaire, jusqu'au dernier, puis au président du Sénat, au président de la Chambre des députés puis au président de la Cour suprême. Si le président élu est empêché de prêter serment, le président du Sénat, ou à défaut le président de la Chambre des députés puis au président de la Cour suprême, prend le titre de vice-président de la République pour convoquer un nouveau scrutin.
Dans la Constitution de 1980, le titre est accordé au premier ministre dans l'ordre protocolaire, lorsque celui-ci assure un intérim temporaire du président de la République. Si celui-ci est dans l'incapacité d'exercer l'intérim, la tâche revient au ministre suivant dans l'ordre protocolaire, jusqu'au dernier, puis au président du Sénat, au président de la Chambre des députés puis au président de la Cour suprême. En cas d'intérim définitif, le Sénat élit un nouveau président de la République. Si le président élu est empêché de prêter serment, le président du Sénat, ou à défaut le président de la Chambre des députés puis au président de la Cour suprême, prend le titre de vice-président de la République pour convoquer un nouveau scrutin.

## Liste des vice-présidents du Chili
| N°                                            | Portrait                                      | Nom                                           | Mandat                                        | Mandat                                        | Parti                                         | Parti                                         | Président                                       | Remarques                                                                    | R. |
| N°                                            | Portrait                                      | Nom                                           | Début                                         | Fin                                           | Parti                                         | Parti                                         | Président                                       | Remarques                                                                    | R. |
| --------------------------------------------- | --------------------------------------------- | --------------------------------------------- | --------------------------------------------- | --------------------------------------------- | --------------------------------------------- | --------------------------------------------- | ----------------------------------------------- | ---------------------------------------------------------------------------- | -- |
| 1                                             |                                               | Agustín Eyzaguirre (1768–1837)                | 9 juillet 1826                                | 9 septembre 1826                              |                                               | Indépendant                                   | Manuel Blanco Encalada                          | Devient président après la démission de Blanco Encalada.                     |    |
| Poste vacant 9 septembre 1826-15 février 1827 | Poste vacant 9 septembre 1826-15 février 1827 | Poste vacant 9 septembre 1826-15 février 1827 | Poste vacant 9 septembre 1826-15 février 1827 | Poste vacant 9 septembre 1826-15 février 1827 | Poste vacant 9 septembre 1826-15 février 1827 | Poste vacant 9 septembre 1826-15 février 1827 | Agustín Eyzaguirre                              |                                                                              |    |
| Poste vacant 9 septembre 1826-15 février 1827 | Poste vacant 9 septembre 1826-15 février 1827 | Poste vacant 9 septembre 1826-15 février 1827 | Poste vacant 9 septembre 1826-15 février 1827 | Poste vacant 9 septembre 1826-15 février 1827 | Poste vacant 9 septembre 1826-15 février 1827 | Poste vacant 9 septembre 1826-15 février 1827 | Ramón Freire                                    |                                                                              |    |
| 2                                             |                                               | Francisco Antonio Pinto (1785–1858)           | 15 février 1827                               | 8 mai 1827                                    |                                               | Pipiolos (es)                                 | Devient président après la démission de Freire. |                                                                              |    |
| Poste vacant 8 mai 1827-19 octobre 1829       | Poste vacant 8 mai 1827-19 octobre 1829       | Poste vacant 8 mai 1827-19 octobre 1829       | Poste vacant 8 mai 1827-19 octobre 1829       | Poste vacant 8 mai 1827-19 octobre 1829       | Poste vacant 8 mai 1827-19 octobre 1829       | Poste vacant 8 mai 1827-19 octobre 1829       | Francisco Antonio Pinto                         |                                                                              |    |
| Poste vacant 8 mai 1827-19 octobre 1829       | Poste vacant 8 mai 1827-19 octobre 1829       | Poste vacant 8 mai 1827-19 octobre 1829       | Poste vacant 8 mai 1827-19 octobre 1829       | Poste vacant 8 mai 1827-19 octobre 1829       | Poste vacant 8 mai 1827-19 octobre 1829       | Poste vacant 8 mai 1827-19 octobre 1829       | Francisco Ramón Vicuña Larraín (es)             |                                                                              |    |
| 3                                             |                                               | José Joaquín Vicuña (1786–1857)               | 19 octobre 1829                               | 2 novembre 1829                               |                                               | Pipiolos (es)                                 | Francisco Antonio Pinto                         |                                                                              |    |
| Poste vacant 2 novembre 1829-18 février 1830  | Poste vacant 2 novembre 1829-18 février 1830  | Poste vacant 2 novembre 1829-18 février 1830  | Poste vacant 2 novembre 1829-18 février 1830  | Poste vacant 2 novembre 1829-18 février 1830  | Poste vacant 2 novembre 1829-18 février 1830  | Poste vacant 2 novembre 1829-18 février 1830  | Francisco Ramón Vicuña Larraín (es)             |                                                                              |    |
| Poste vacant 2 novembre 1829-18 février 1830  | Poste vacant 2 novembre 1829-18 février 1830  | Poste vacant 2 novembre 1829-18 février 1830  | Poste vacant 2 novembre 1829-18 février 1830  | Poste vacant 2 novembre 1829-18 février 1830  | Poste vacant 2 novembre 1829-18 février 1830  | Poste vacant 2 novembre 1829-18 février 1830  | Acéphalie de l'Exécutif (es)                    |                                                                              |    |
| Poste vacant 2 novembre 1829-18 février 1830  | Poste vacant 2 novembre 1829-18 février 1830  | Poste vacant 2 novembre 1829-18 février 1830  | Poste vacant 2 novembre 1829-18 février 1830  | Poste vacant 2 novembre 1829-18 février 1830  | Poste vacant 2 novembre 1829-18 février 1830  | Poste vacant 2 novembre 1829-18 février 1830  | José Tomás Ovalle                               |                                                                              |    |
| 4                                             |                                               | José Tomás Ovalle (1787–1831)                 | 18 février 1830                               | 11 avril 1830                                 |                                               | Pelucones (es)                                | Francisco Ruiz-Tagle                            | Élu par le Congrès. Accède à la présidence après la démission de Ruiz-Tagle. |    |
| Poste vacant 11 avril 1830-18 septembre 1831  | Poste vacant 11 avril 1830-18 septembre 1831  | Poste vacant 11 avril 1830-18 septembre 1831  | Poste vacant 11 avril 1830-18 septembre 1831  | Poste vacant 11 avril 1830-18 septembre 1831  | Poste vacant 11 avril 1830-18 septembre 1831  | Poste vacant 11 avril 1830-18 septembre 1831  | José Ovalle                                     |                                                                              |    |
| Poste vacant 11 avril 1830-18 septembre 1831  | Poste vacant 11 avril 1830-18 septembre 1831  | Poste vacant 11 avril 1830-18 septembre 1831  | Poste vacant 11 avril 1830-18 septembre 1831  | Poste vacant 11 avril 1830-18 septembre 1831  | Poste vacant 11 avril 1830-18 septembre 1831  | Poste vacant 11 avril 1830-18 septembre 1831  | Fernando Errázuriz Aldunate                     |                                                                              |    |
| 5                                             |                                               | Diego Portales (1793–1837)                    | 18 septembre 1831                             | 26 mai 1833                                   |                                               | Pelucones (es)                                | José Joaquín Prieto                             | N'a pas prêté serment.                                                       |    |